# Ursersberg
Der Ursersberg ist mit etwa 1129,3 m ü. NHN der höchste Berg im Kürnacher Wald, einem Teil der Gebirgslandschaft Adelegg im bayerischen Landkreis Oberallgäu.

## Geographie

### Lage
Im Südwesten von Bayern gehört der Ursersberg zur Gebirgslandschaft Adelegg, die als bewaldeter Nordausläufer der Allgäuer Alpen weit in das nördliche Alpenvorland reicht. Innerhalb des dortigen Kürnacher Waldes erhebt er sich etwa 1,4 km nordwestlich von Eschach, einem Ortsteil von Buchenberg, zu dessen Gemeindegebiet der Berg zählt. Auf dem Berg liegen Teile des Fauna-Flora-Habitat-Gebiets Kürnacher Wald (FFH-Nr. 8227-373; 27,5961 km²).

### Naturräumliche Zuordnung
Der Ursersberg gehört innerhalb des Alpenvorlandes in der naturräumlichen Haupteinheitengruppe Nagelfluhhöhen und Senken zwischen Bodensee und Isar (Nr. 02) und in der Haupteinheit Adelegg (023) zur Untereinheit Hohe (Südliche) Adelegg (023.0).

### Berghöhe
Der Ursersberg ist laut einem im Kartendienst der Landesanstalt für Umwelt, Messungen und Naturschutz Baden-Württemberg ersichtlichem Trigonometrischer Punkt|trigonometrischem Punkt 1129,3 m hoch. Nahe dem Gipfel ist im BayernAtlas der Bayerischen Staatsregierung eine 1125 m hohe Stelle eingezeichnet.

### Wasserscheide
Der Ursersberg bildet die höchste Stelle auf der Wasserscheide zwischen der Kürnach im Norden, der Eschach im Süden und des Kollerbachs im Osten: Das Wasser der nördlich des Bergs fließenden Goldach, die aus der Kleinen und Großen Goldach gespeist wird, verläuft durch die Kürnach in die Eschach, und jenes eines am Südhang des Bergs entspringenden Bachs fließt auch in die Eschach, deren Wasser dann durch die Aitrach, Iller und Donau dem Schwarzen Meer zustrebt. Dorthin gelangt auch das Wasser des etwas südöstlich vom Berg entspringenden Iller-Zuflusses Kollerbach, der unter anderem auch Wasser vom nahen Eschacher Weiher erhält.

## Wandern und Sport
Der Ursersberg, zu dem keine Straßen führen, ist aus den umliegenden Tälern auf mehreren Wald- und Wanderwegen zu erreichen. Einer davon führt aus Richtung des Buchenberger Ortsteils Eschach kommend in Gipfelnähe auf etwa 1126 m Höhe durch die Große Schwedenschanze, um etwas jenseits davon die neben einer rund 1103 m hoch gelegenen Wegkreuzung stehende Jägerhütte zu passieren. Auf der Südostflanke des Bergs liegt oberhalb der Ortschaft Eschach das Skigebiet Schwärzenlifte.